# Архітектура Віджаянагара

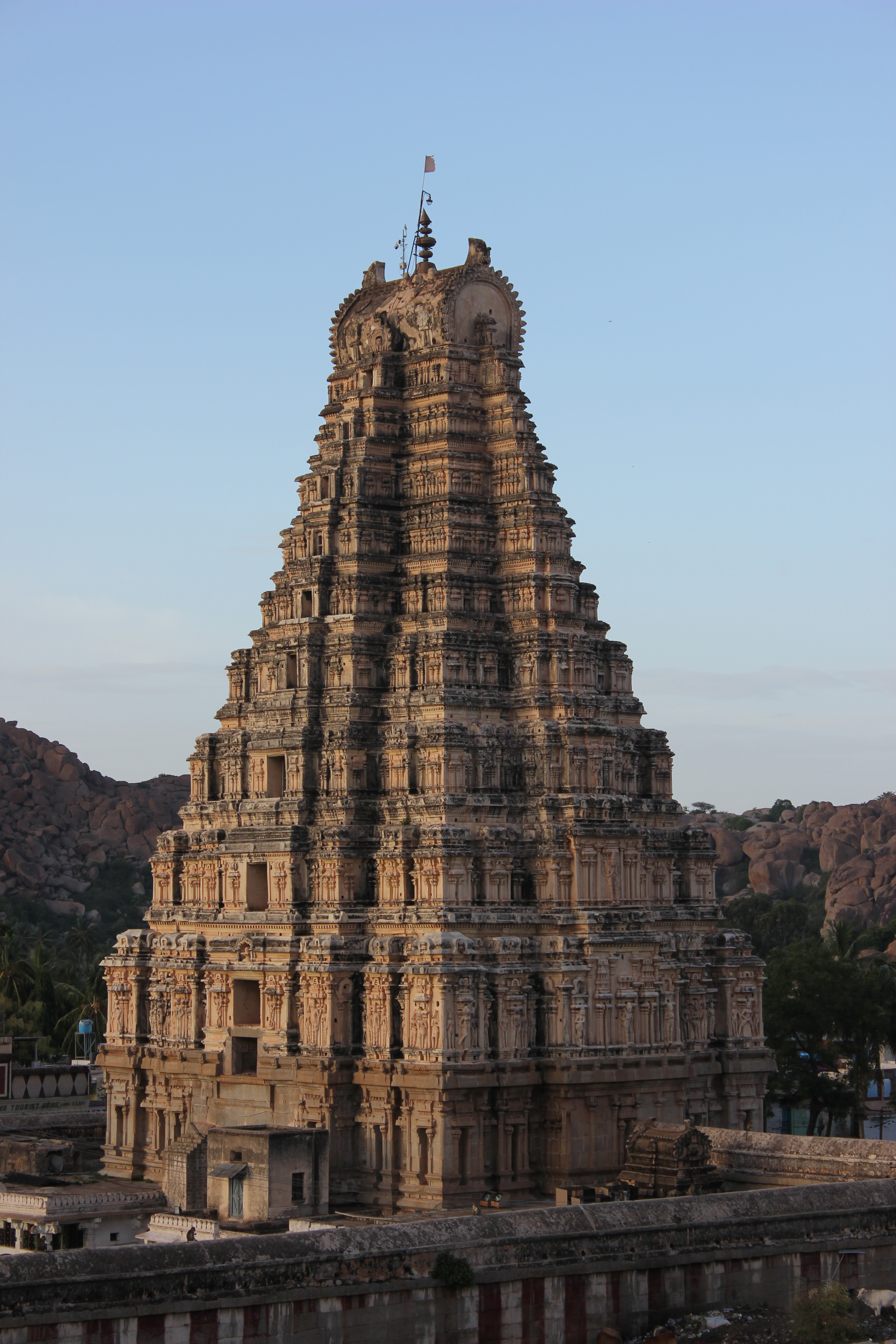
Храм Вірупакша, Раджа Гопура (головна вежа над вхідними воротами) у Хампі, Карнатака

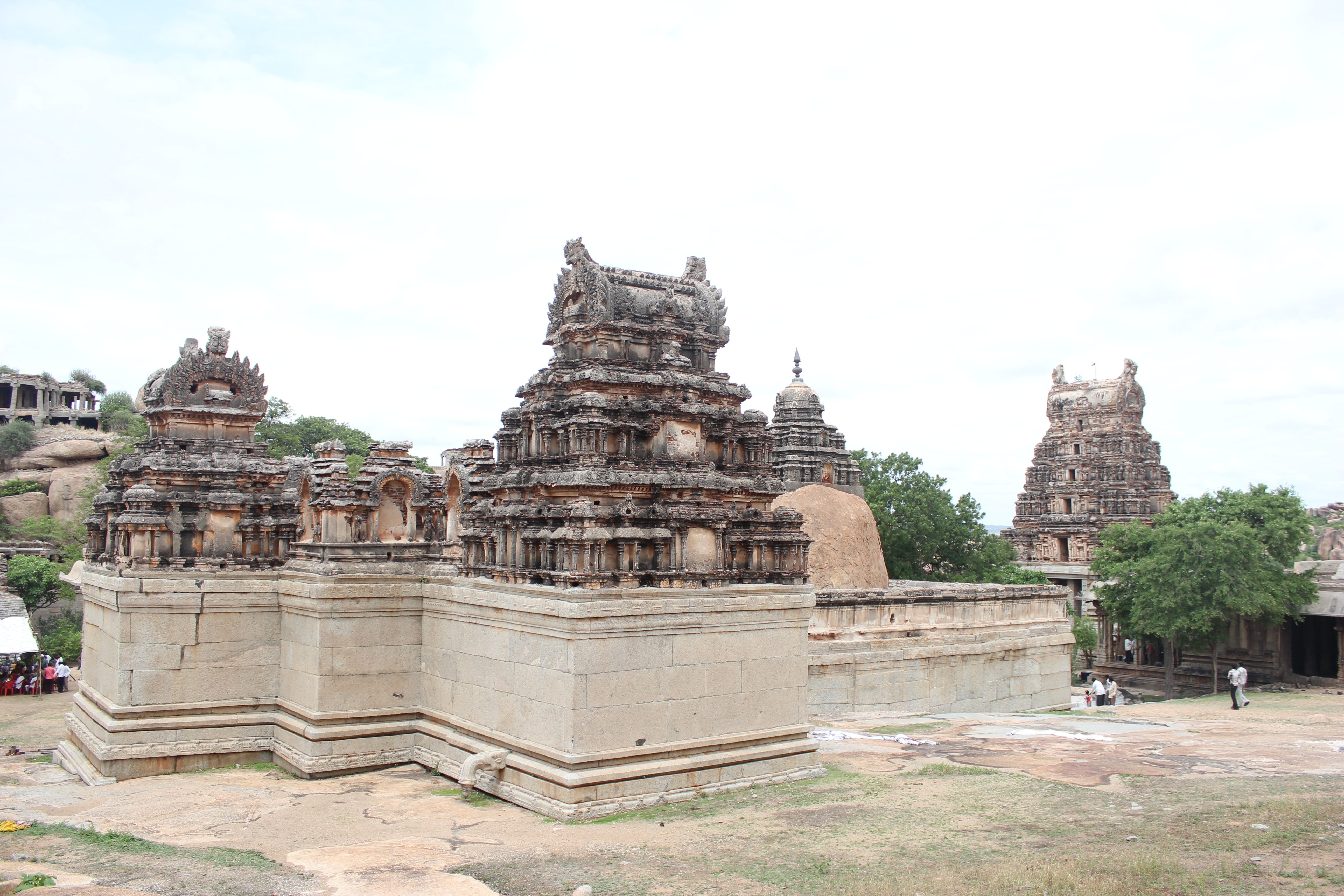
Шикхара (надбудова) у типовому дравідійському стилі над святилищами в храмі Рагунатха в Хампі

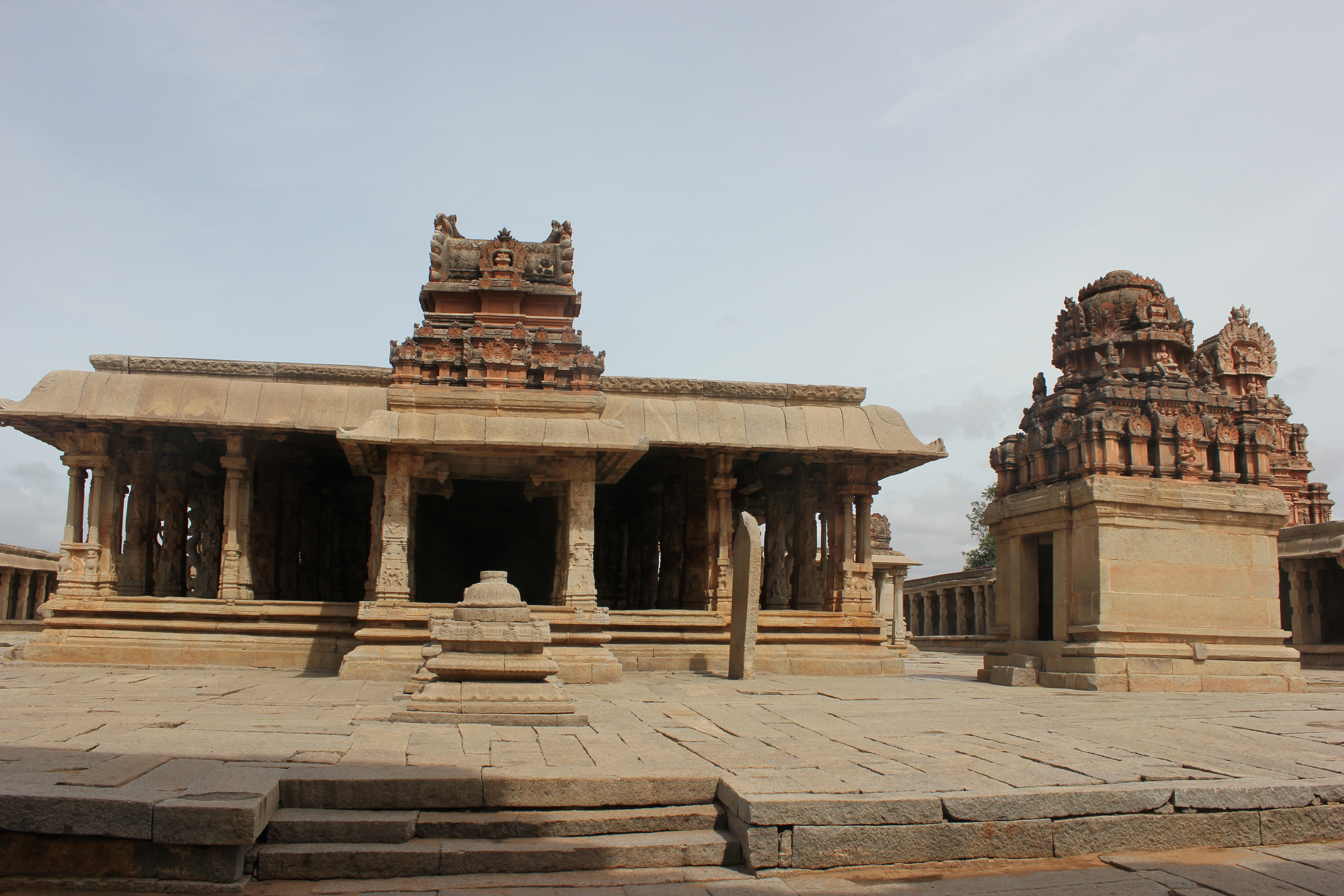
Типовий дравідійський храм і мантапа періоду Віджаянагара в храмі Балакрішни в Хампі

Архітектура Віджаянагара 1336—1565 рр. н. е. була помітним будівельним стилем, яка розвинулася під час правління імперської індуїстської імперії Віджаянагара. Імперія правила Південною Індією зі своєї королівської столиці у Віджаянагарі, на березі річки Тунгабхадра в сучасній Карнатаці, Індія. Імперія будувала храми, пам'ятники, палаци та інші споруди по всій Південній Індії, з найбільшою концентрацією в столиці. Пам'ятники в Хампі та його околицях у князівстві Віджаянагара занесені до списку Всесвітньої спадщини ЮНЕСКО.
Окрім будівництва нових храмів, імперія додала нові споруди та змінила сотні храмів по всій Південній Індії. Храми на пагорбі Махакута належать до епохи Західної Чалук'я. Регіон навколо Хампі був популярним місцем поклоніння протягом століть до періоду Віджаянагара, а перші записи датуються 689 роком нашої ери, коли він був відомий як Пампа Тіртха на честь місцевого річкового бога Пампи.
У центральній частині столиці знаходяться сотні пам'ятників. З них 56 охороняються ЮНЕСКО, 654 пам'ятники охороняються урядом Карнатаки, а ще 300 очікують захисту.

## Відмінні риси

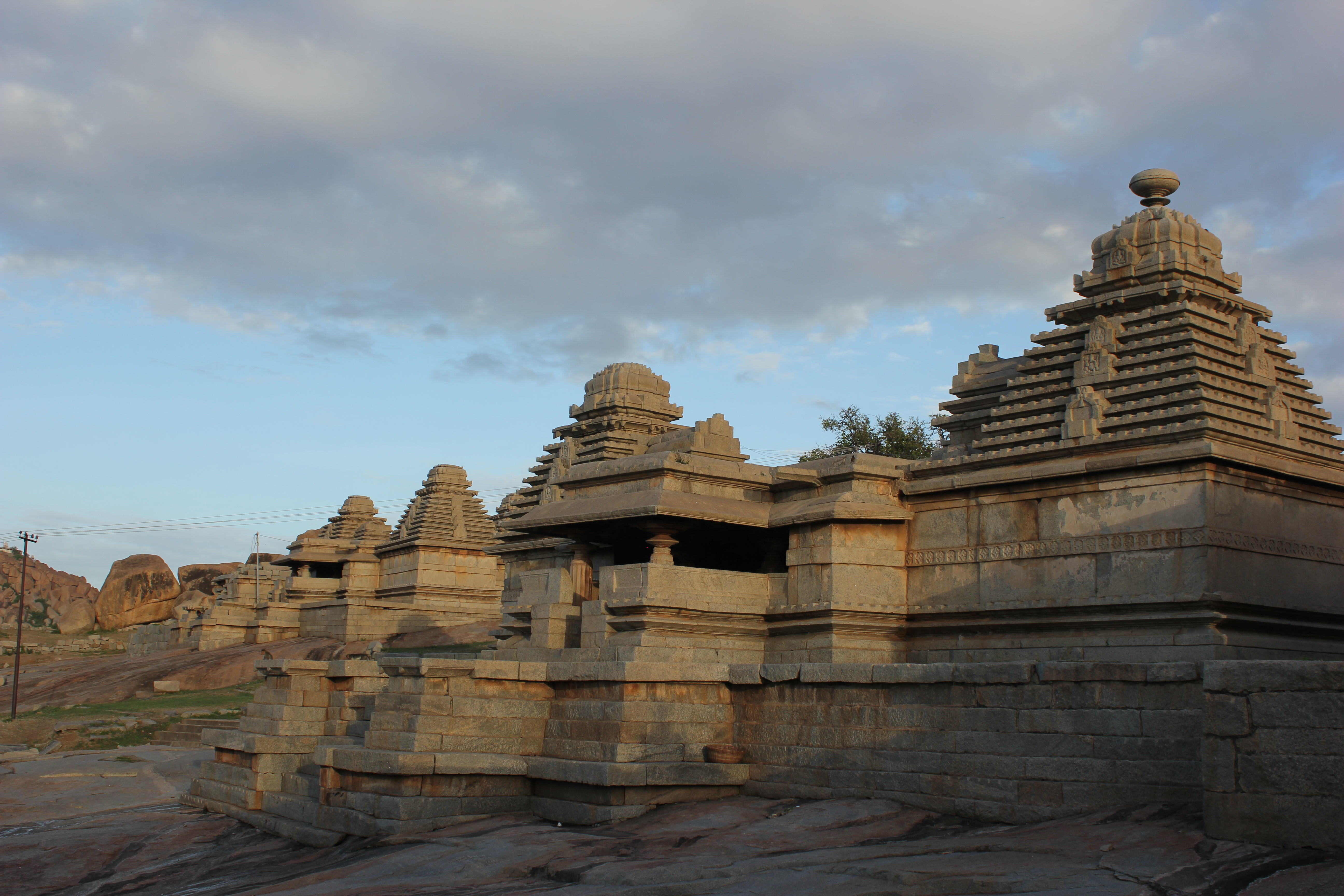
Храми Шиви початку 14 століття на пагорбі Хемакута, побудовані під час правління Харіхара Рая I, включають ступінчасту нагара шикхара (надбудова) у стилі Кадамба.

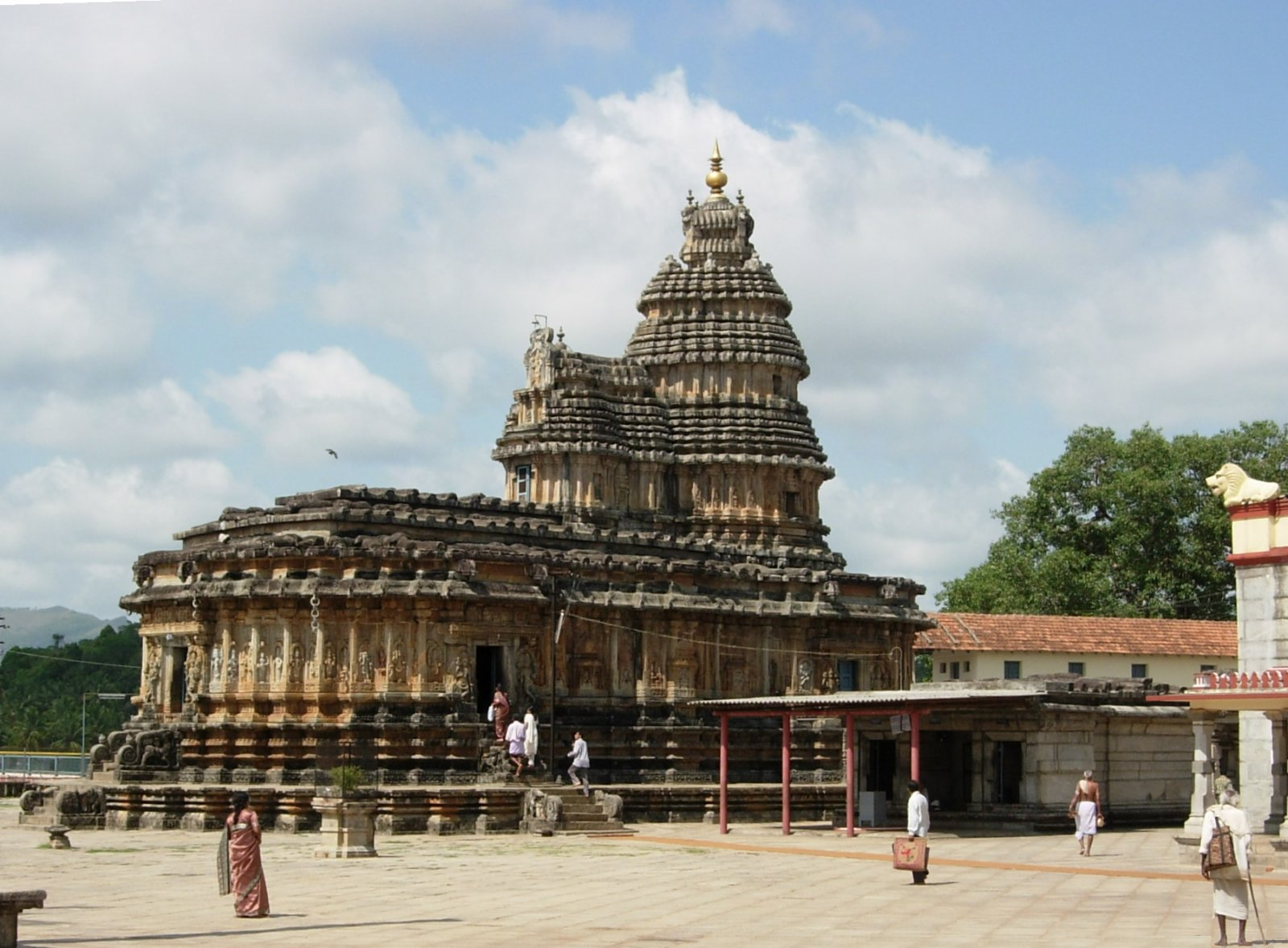
Храм Відяшанкара в Срінгері середини XIV століття, один із найперших храмів, побудованих королями імперії

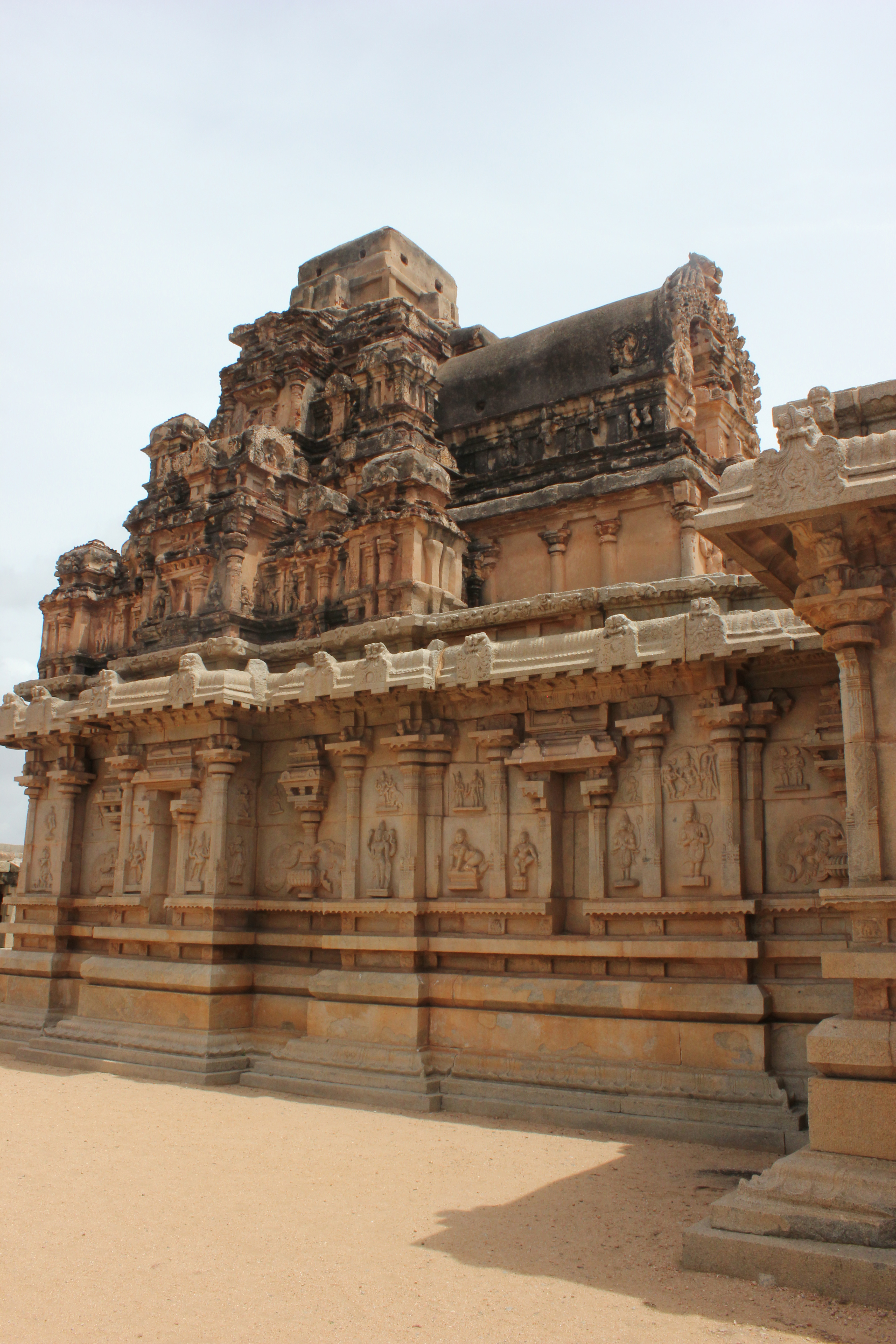
Типова святиня в храмі Хазаре Рама в Хампі

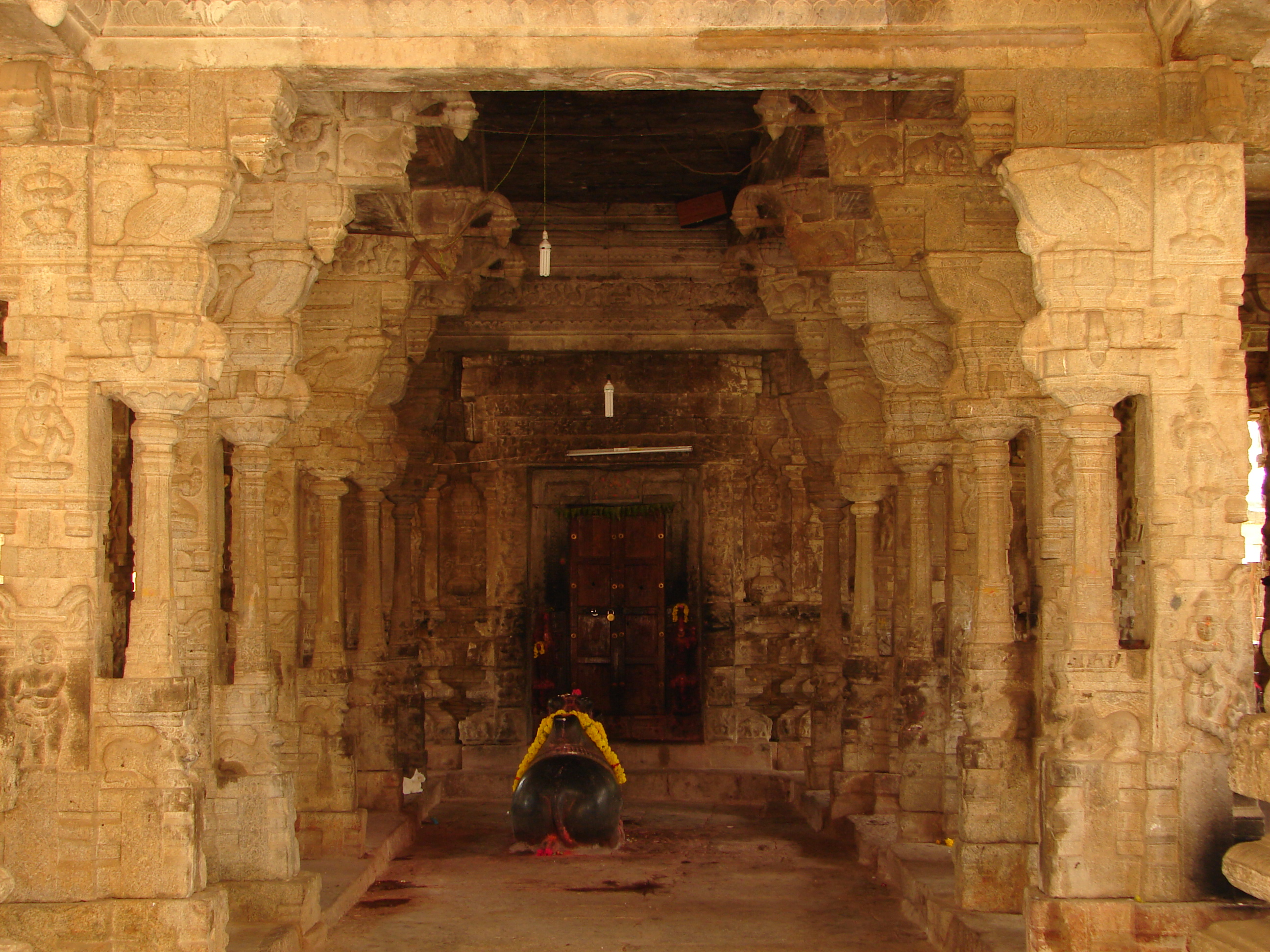
Типова маха мантапа (головний зал) у стилі Віджаянагара в храмі Сомешвара в Коларі

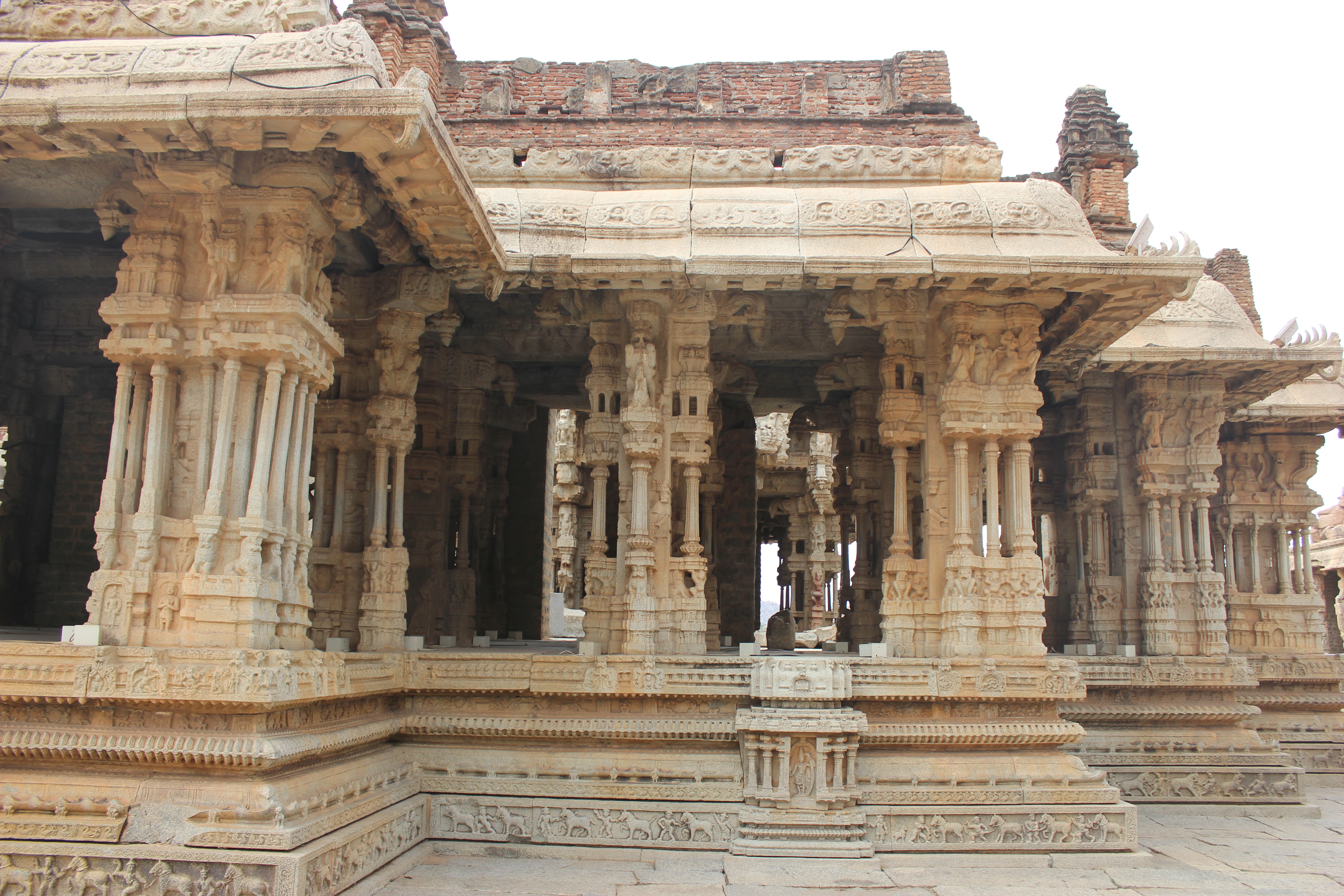
Відкрита мантапа зі стовпами, яка включає в себе «квадратну планку в шаховому порядку» в стилі Хойсала в храмі Віттала в Хампі

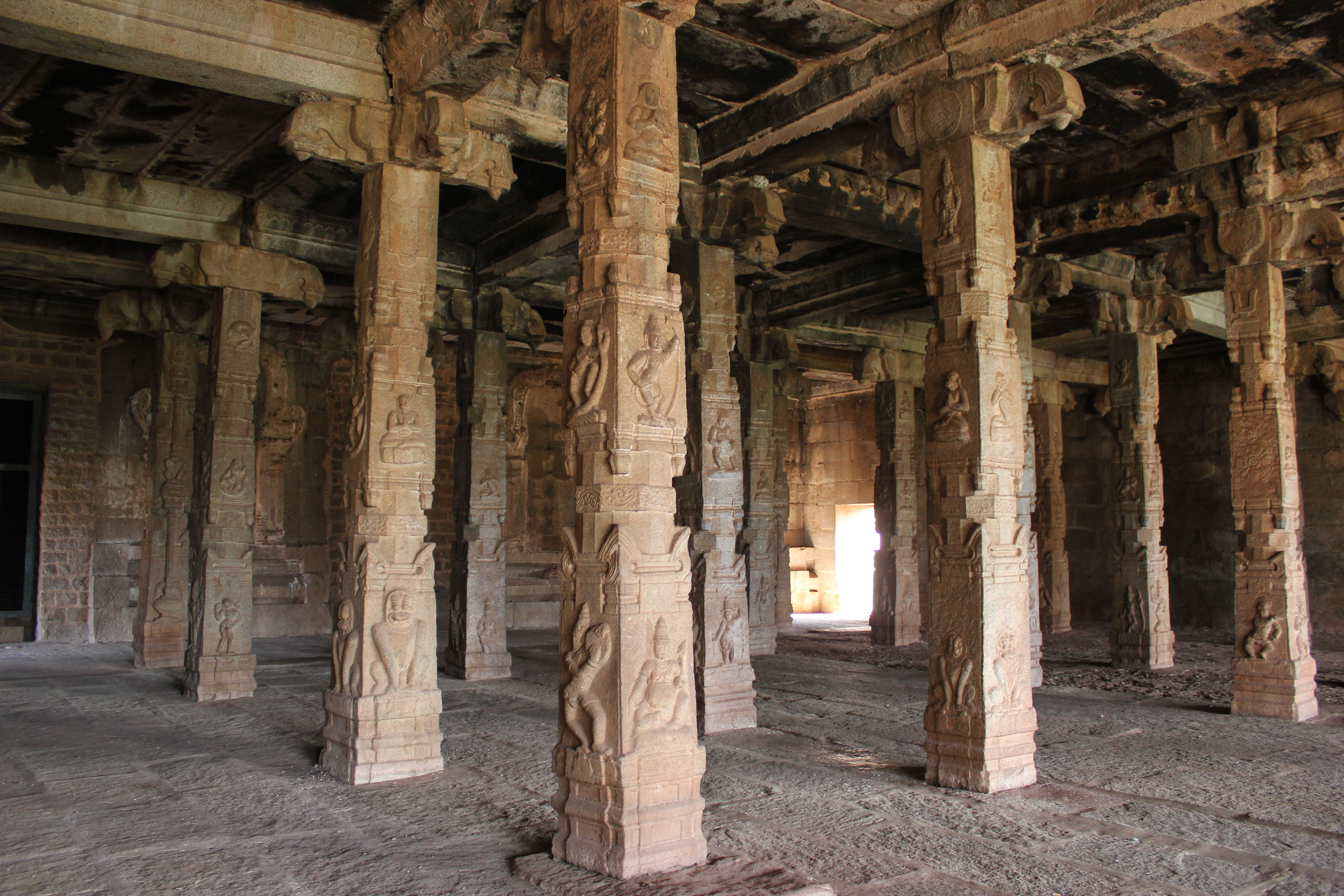
Типовий великий відкритий колонний зал у храмі Анантасаяна в Анантасаянагуді, район Белларі, Карнатака

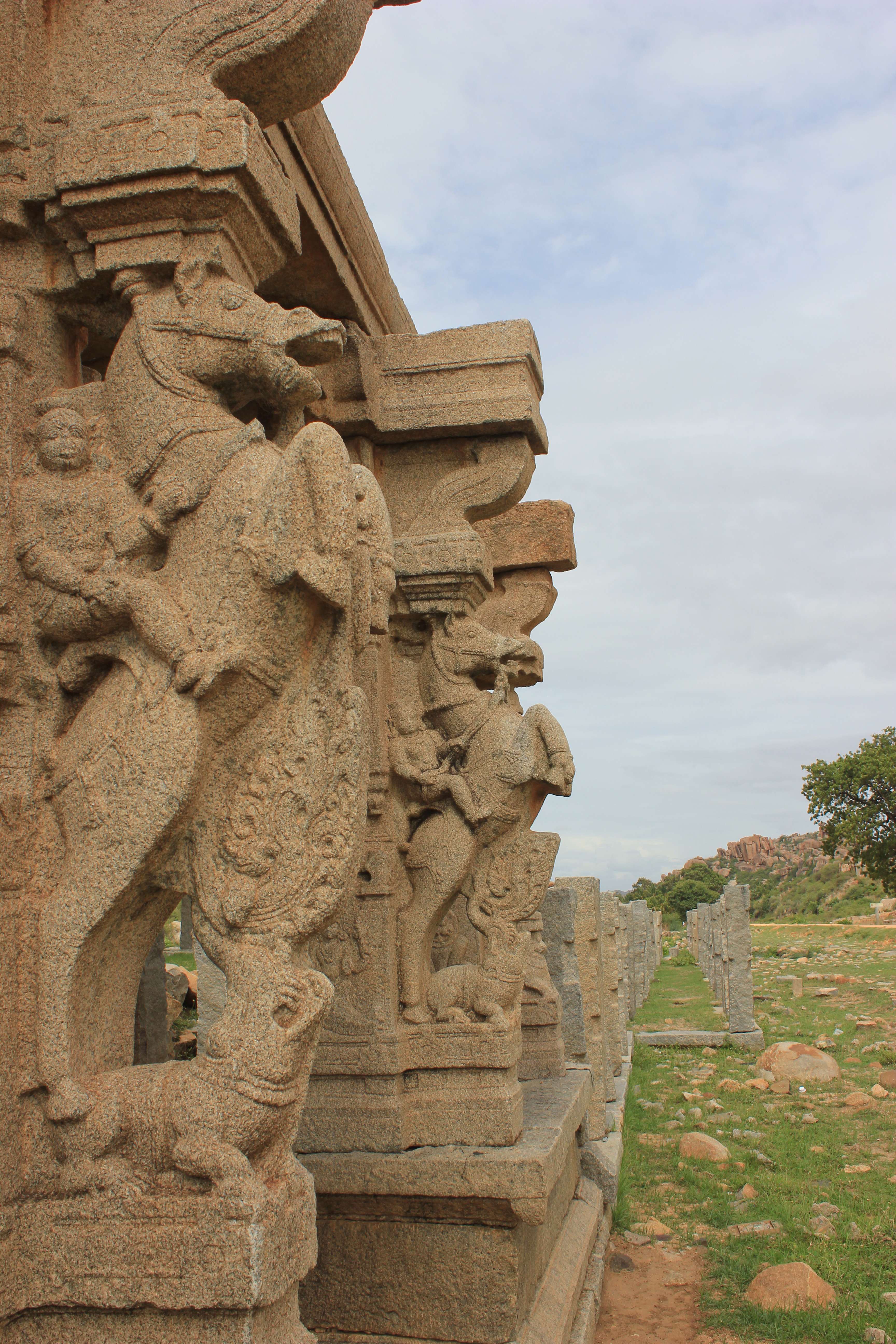
Стовпи кудуре гомбе (лялька-кінь) у мантапі в Хампі

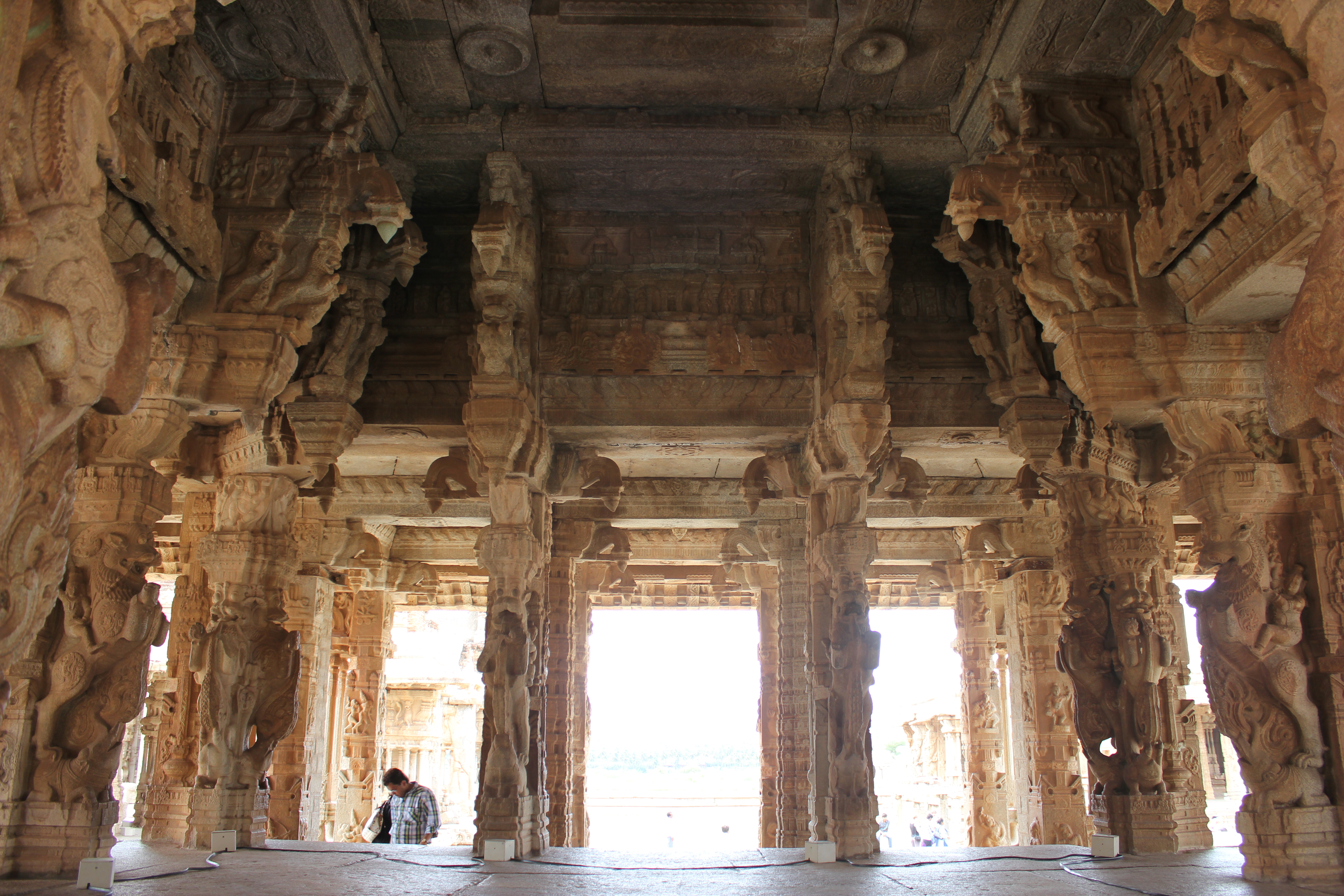
Відкрита мантапа з колонами ялі в храмі Віттала в Хампі

Архітектуру Віджаянагара можна розділити на релігійну, придворну та громадську архітектуру. Стиль Віджаянагара — це поєднання стилів Чалук'я, Хойсала, Раштракута, Пандья та Чола, які розвинулися на початку століть, коли ці імперії правили, і характеризується поверненням до спрощеного та спокійного мистецтва минулого. Великі багатоцільові зали (мандапи), що оточують головну святиню з вишуканими та вигадливо різьбленими колонами та високими вхідними вежами (Гопурами, точніше Райягопурами, названі на честь правлячих Раїв), є двома помітними доповненнями Віджаянагари до архітектурної традиції південноіндійських храмів.
Протягом приблизно 400 років під час правління імперій Західних Чалук'я та Хойсала найпопулярнішим матеріалом для будівництва храмів був хлоритовий сланець або мильний камінь. Це також стосується скульптури, оскільки мильний камінь м'який і його легко різати. У період Віджаянагар у стилі Бадамі Чалук'я віддавали перевагу місцевому твердому граніту, хоча для кількох рельєфів і скульптур використовували мильний камінь. Використання граніту зменшило щільність скульптурних робіт, граніт був більш міцним матеріалом для храмової конструкції. Щоб прикрити нерівності каменю, використовуваного для скульптур, художники використовували гіпс, щоб надати шорсткій поверхні гладкість, а потім розфарбовували її.

## Храмові споруди
Храми Віджаянагара зазвичай оточені міцним огородженням. Малі святині складаються просто з гарбхагріхи (святилище) і ганку. Храми середнього розміру мають гарбхагріху, шуканасі (передпокій), наварангу (антралу), що з'єднує святилище та зовнішню мандапу (зал), і рангамантапу (закритий колонний зал). Великі храми мають високий Рая-гопурам, побудований з дерева, цегли та ліпнини в стилі Чола . Термін Рая додано, щоб вказати на гопуру, побудовану Віджаянагаром Раясом. На верхівці гопурама є шалашіхара, схожа на бочку, яка стоїть на боці. Великі фігури чоловіків, жінок, богів і богинь у натуральну величину прикрашають гопурам. Цей стиль під впливом тамільської дравіди став популярним під час правління короля Крішнадеварая, і його можна побачити в південноіндійських храмах, побудованих протягом наступних 200 років. Прикладами Райягопурам є храм Ченнакесава в Белурі та храми в Шрісаіламі та Шрірангамі. На додаток до цих структур, храми середнього розміру мають закритий круговий прохід (Прадакшинапатха) навколо святилища, відкриту махамантапу (великий зал), кальянамантапу (церемоніальний зал) і храмовий резервуар для обслуговування потреб щорічних свят.
На стовпах храмів часто вигравірувано зображення мчаючих коней або гіпогрифів (Ялі) — коней, що стоять на задніх лапах з піднятими передніми, і вершників на спині. Коні на деяких стовпах досягають від семи до восьми футів. З іншого боку колони зазвичай є різьблення з індуїстської міфології. Стовпи, які не мають таких гіпогрифів, як правило, прямокутні з міфологічним декором з усіх боків. Деякі стовпи мають скупчення менших стовпів навколо центрального валу стовпа. Нижні опори цих стовпів мають гравіювання богів і богинь. Різьблені зображення гіпогрифів яскраво свідчать про спритність художників, які їх створили.
Мандапи побудовані на квадратних або багатокутних постаментах із різьбленими фризами висотою від чотирьох до п'яти футів і мають декоративні ступінчасті входи з усіх чотирьох сторін із мініатюрними слонами або балюстрадами Ялі (парапетами). Мантапи підтримують витіюваті колони. Популярним був 1000-колонний стиль з великими залами, що підтримувалися численними колонами. Прикладом є джайнська басаді з 1000 колонами в Мудабідрі. Більші храми мають окреме святилище для жіночого божества. Деякими прикладами цього є храми Хазара Рама, Балакрішна та Віттала в Хампі.
Деякі святині в районі Віттхалапура всередині Віджаянагари були освячені спеціально для тамільських алаварських святих і для великого вайшнавського святого Рамануджачар'ї. Архітектурно вони відрізняються тим, що на кожній святині є образ із зображенням святого, для поклоніння якому споруджено храм. Кожна святиня має окрему огорожу та окрему кухню та зал для годування паломників. Резервуар для зберігання води в королівському центрі, (цистерна зі східцями) під назвою «Пушкарні», є нещодавнім археологічним відкриттям. Східчастий резервуар складається з оброблених плит хлоритового сланцю, розташованих у вигляді симетричної форми зі сходами та майданчиками, що спускаються до води з усіх чотирьох боків. Очевидно, що це резервуар у стилі Західної Чалук'я — Хойсала, і його можна побачити в багатьох частинах сучасної Карнатаки. Написи на плитах вказують на те, що матеріал був привезений з-за меж району Віджаянагара.

## Палаци
Значна частина того, що сьогодні відомо про палаци Віджаянагара, взята з археологічних розкопок у Хампі, оскільки жодна споруда королівського палацу не збереглася. Більшість палаців розташовані у власному комплексі, оточеному високими тісними стінами з каменю або земляних шарів. До палаців можна дістатися через послідовність дворів з проходами та дверними отворами, які вимагають зміни напрямку руху. Усі палаці спрямовані на схід або північ. Більші палаці мають бічні розширення, що надає комплексу симетричної форми.
Палаци будували на піднесених платформах із граніту. Платформи мають багатоярусну ліпнину з добре декорованими фризами. У палаці можна було побачити прикраси різних форм і фігур, таких як квіткові орнаменти, обличчя демонів Киртімухі, гусей, слонів і іноді навіть людських фігур. Всередині палацу стовпи, балки та крокви були зроблені з дерева, що доводить попіл, знайдений під час розкопок. Для даху використовували цеглу або вапняний бетон, а для прикрашення використовували мідь та слонову кістку. Палаци зазвичай мали кілька рівнів, а кожен марш сходів прикрашали балюстради з обох боків зі скульптурами ялі або слона. Також вхідні сходи в мантапи палаців і храмів прикрашалися подібним чином. Резервуари для води всередині палацового комплексу мали декоративні носики для води, такі як різьблений торс Нанді з роззявленим ротом, щоб вода текла в резервуар. Інші споруди, які зазвичай зустрічаються всередині палацового комплексу, — це колодязі та святині.
Придворна архітектура, як правило, демонструє світські стилі з ісламським впливом. Прикладами є палац Лотос-Махал, стайні для слонів і сторожові вежі. Придворні будівлі та купольні споруди будували із розчину, змішаного з кам'яним щебенем.
Вплив цього стилю архітектури був помітний аж до XVII століття, коли послідовні королівства Наяка продовжували заохочувати стовпи з гіпогрифами, а граніт став основним будівельним матеріалом.

## Інші відомі храми в Карнатаці
Хоча імперія відома своїми пам'ятниками у королівській столиці Віджаянагара, яка є об'єктом Всесвітньої спадщини ЮНЕСКО, вона також будувала храми в інших регіонах Карнатаки, зокрема в прибережному регіоні (під назвою Каравалі), де стиль Віджаянагара злитося з місцевими стилями.

## Відомі храми в Андхра-Прадеш
В Андхра-Прадеш імперія побудувала храм Маллікарджуна в Шрісаіламі, Верхній храм Нарасімха і Нижній храм Нарасімха в Ахобіламі, храм Віра Бхадра в Лепакші і храм Венкатешвара в Тірупаті та інші. У Таміл Наду імперія побудувала храм Віджаярагава Пермал за зразком відомих храмів у Тірупаті зі статуями Крішнадеварая в стовпах Таяр Саніті, звернених одна до одної.

## Галерея

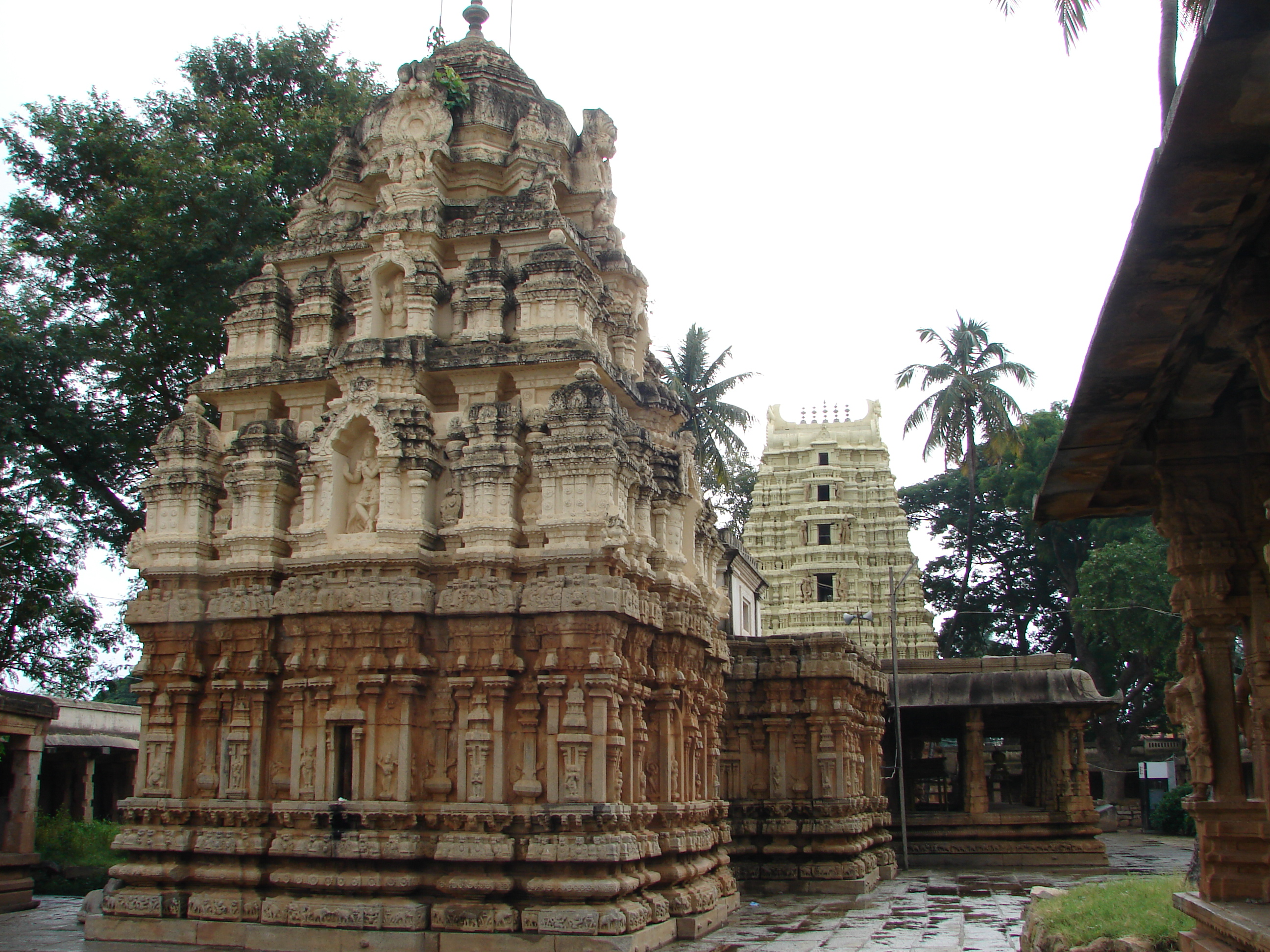
Типовий віджаянаґарський стиль дравіда шіхара (південноіндійська вежа над святинею) у храмі Сомешвара в Коларі (14 століття)
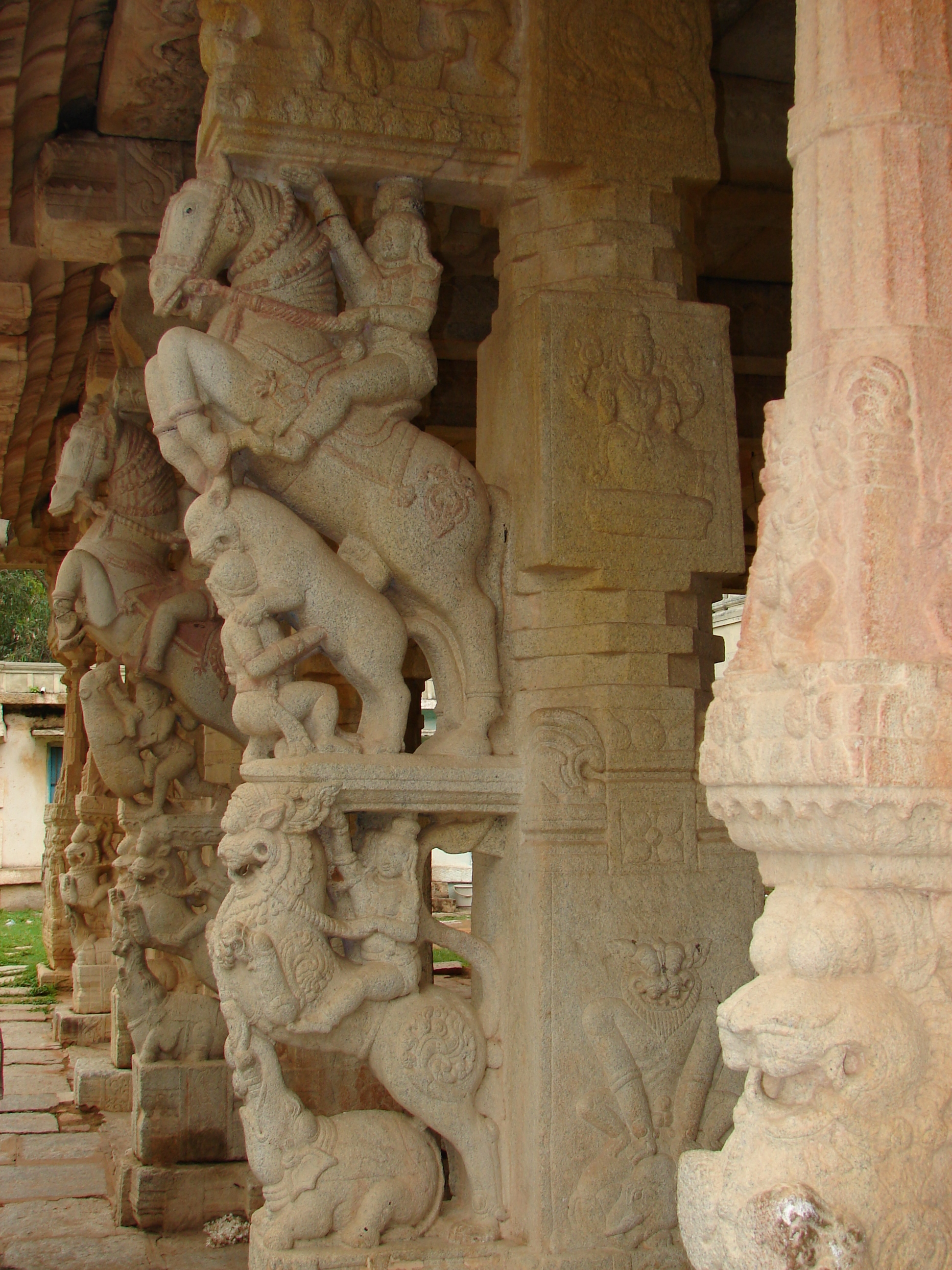
Стовпи ялі у храмі Ранганатха в Ранґастхала, округ Чиккабаллапур, Карнатака
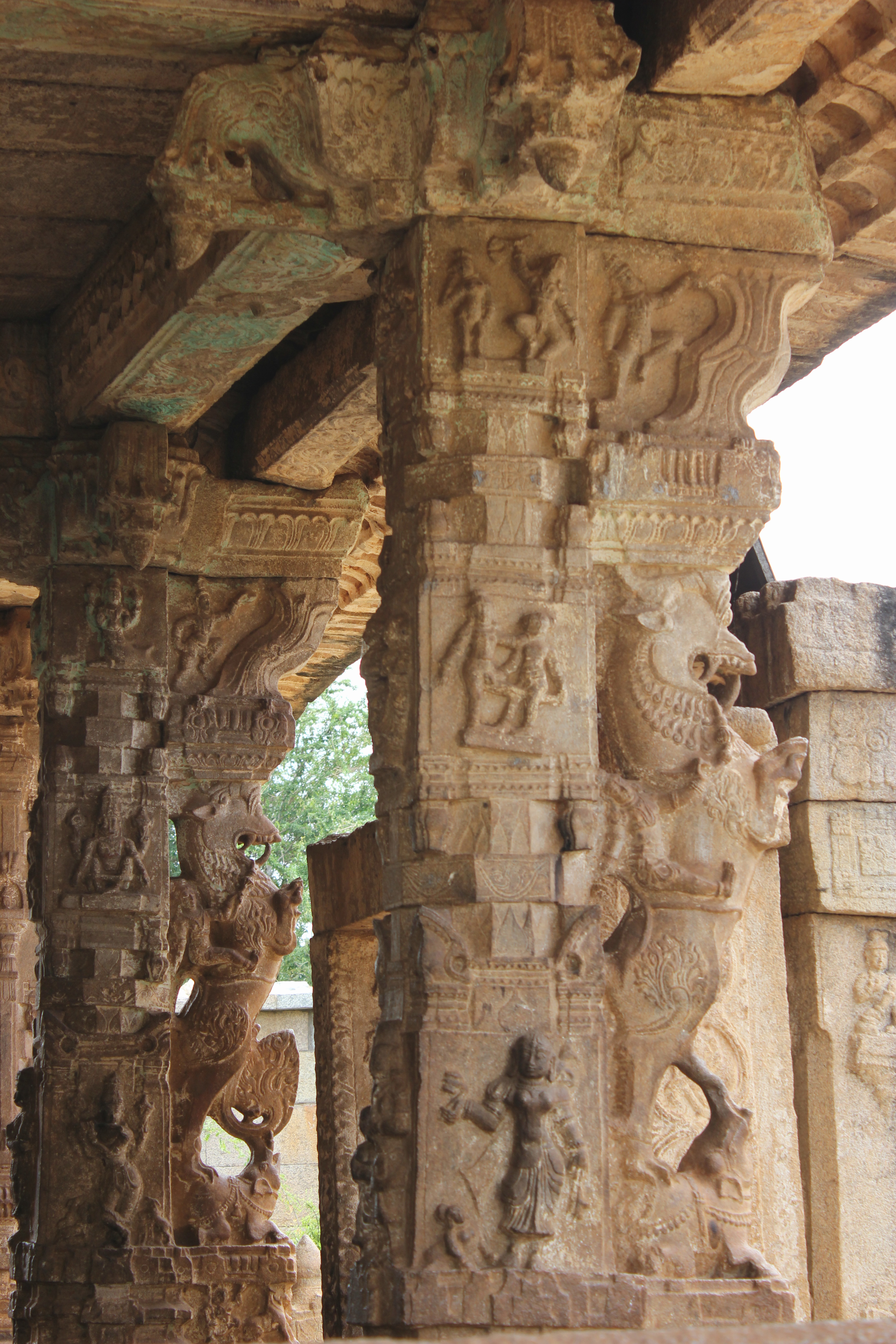
Стовпи ялі у храмі Ранґанатхи в Нертаді, округ Чітрадурґа, Карнатака
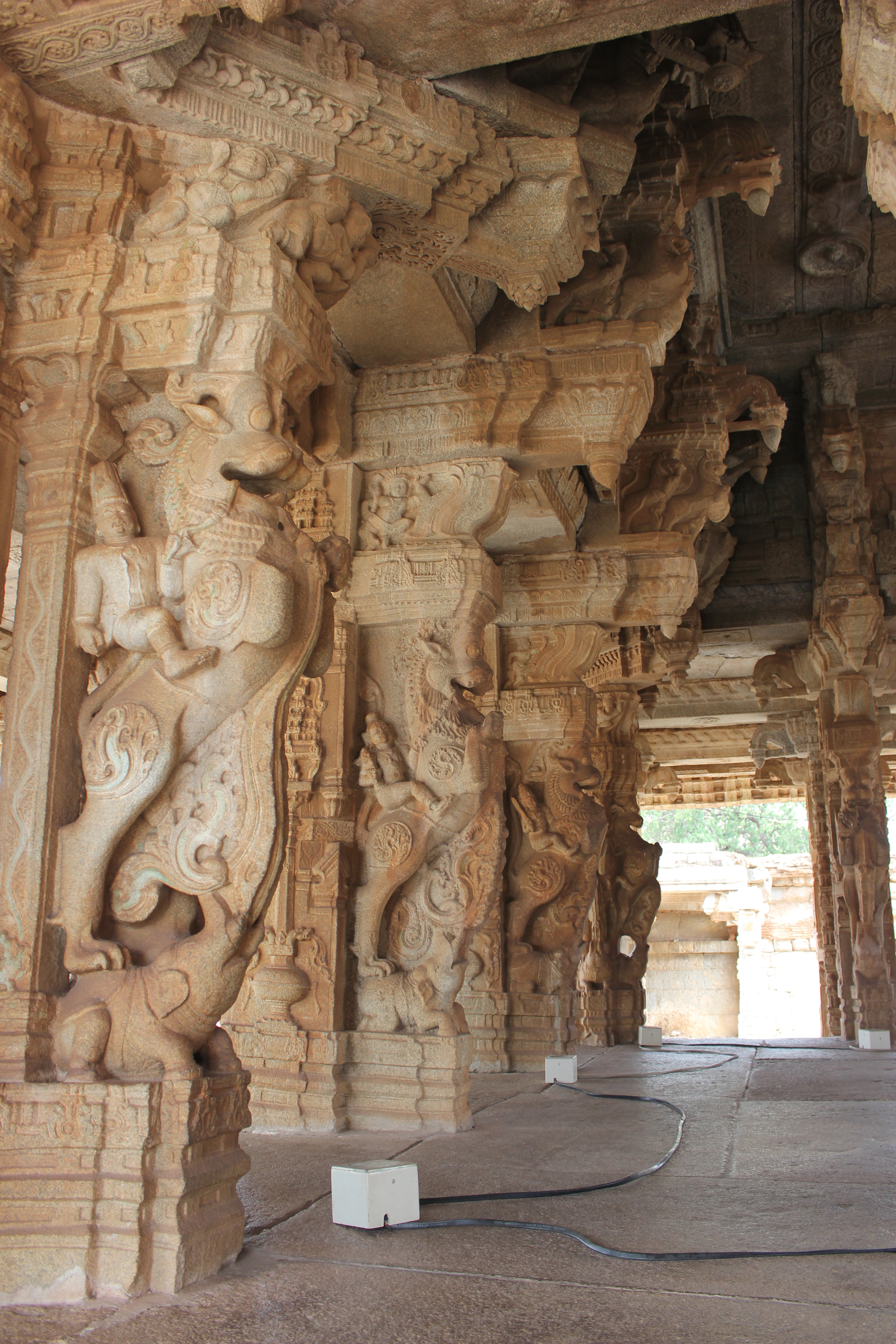
Стовпи ялі мантапи в храмі Віттала, Хампі
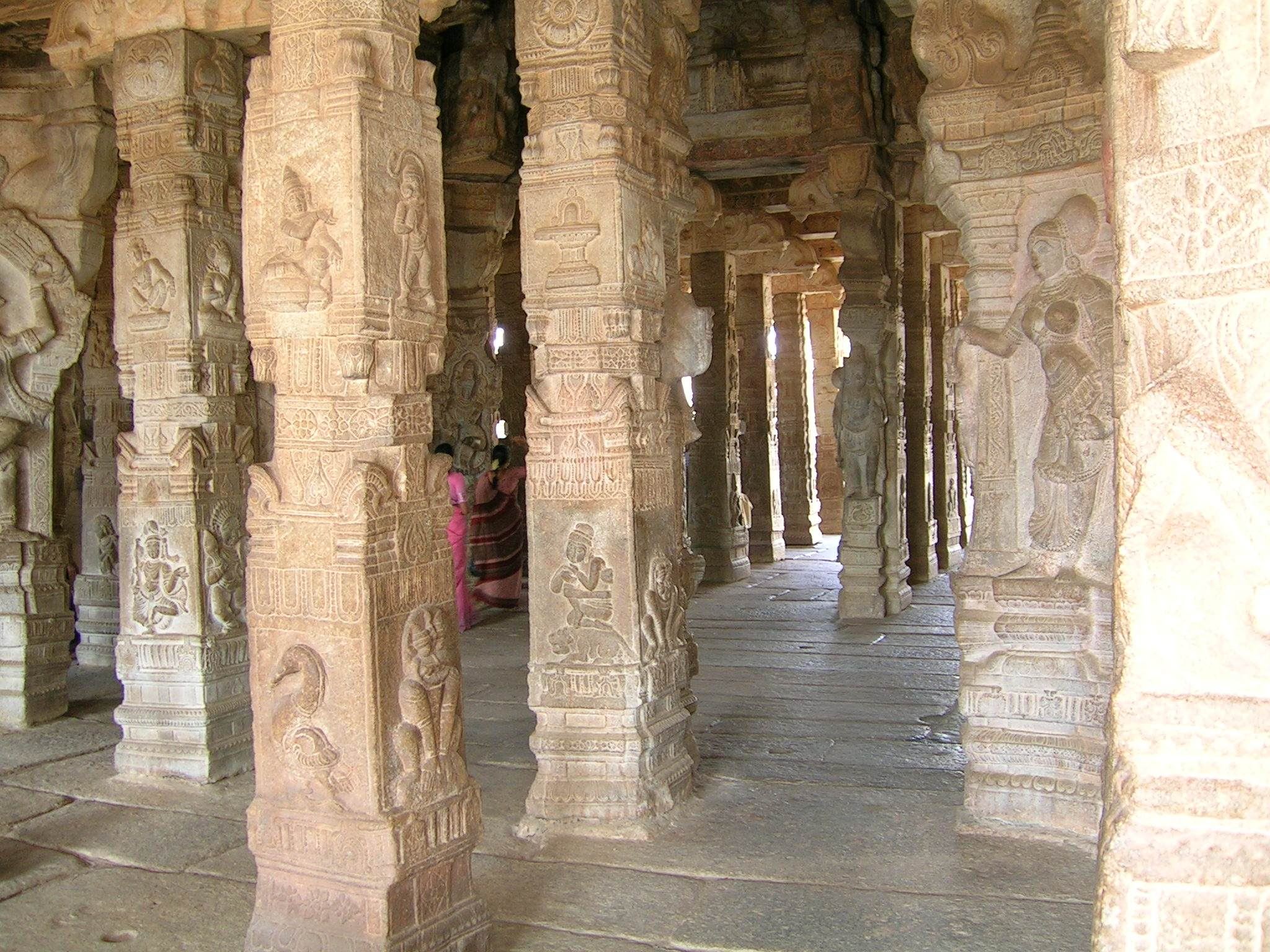
Стовповий зал у храмі Віра Бхадра, Лепакші
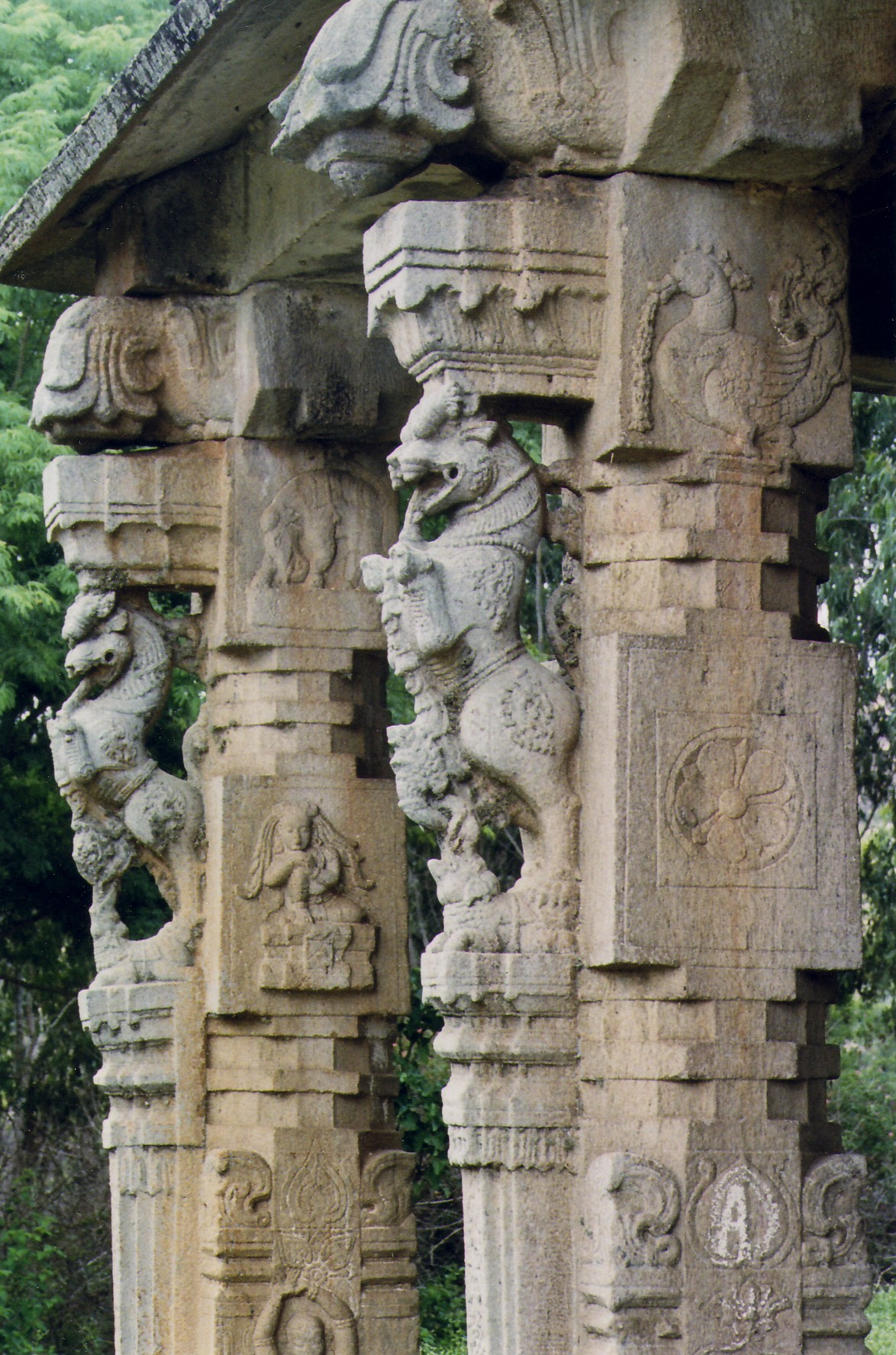
Мантапа з гіппогрифами в Мелкоте
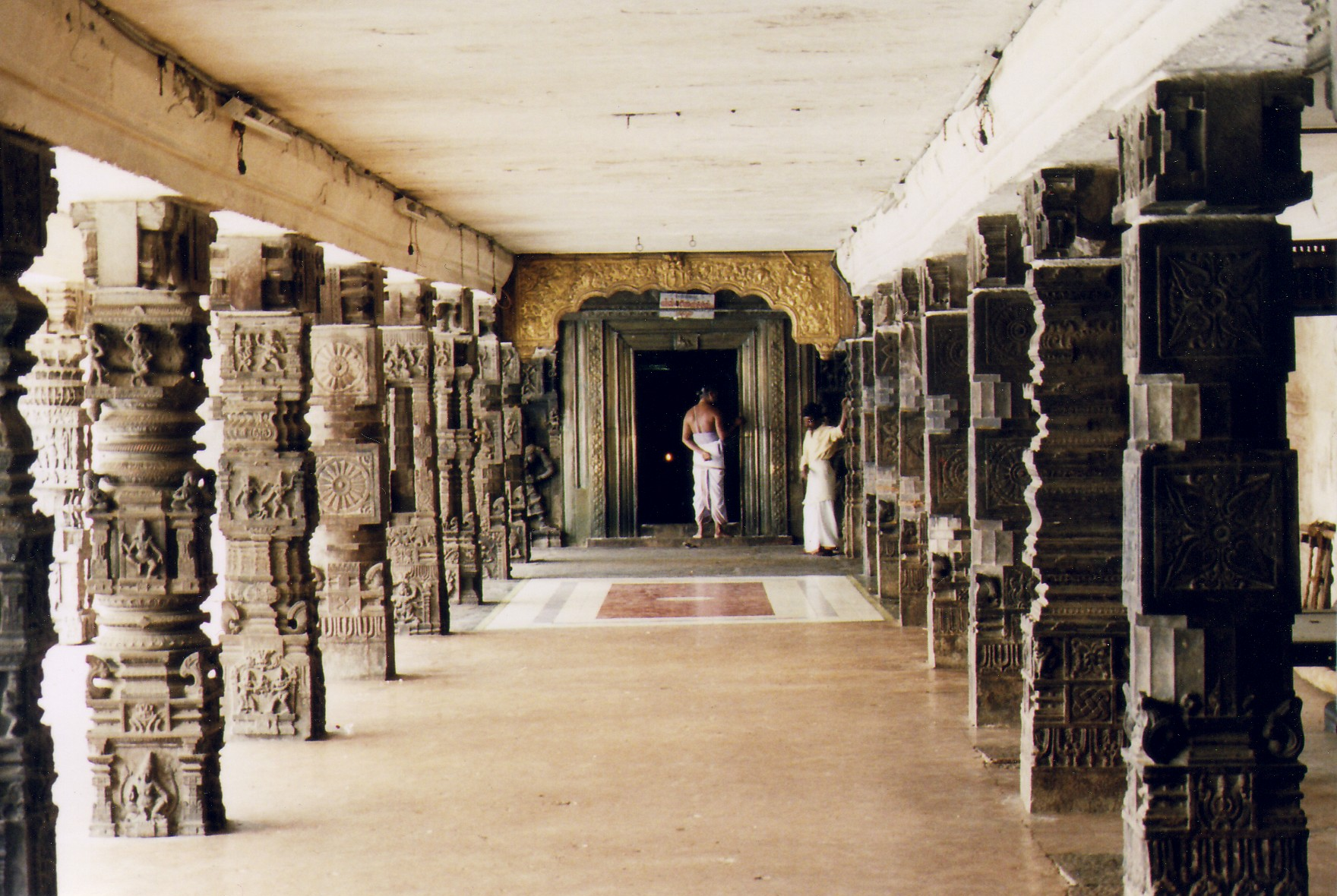
Вишуканий стовповий Калянамантапа в храмі Челува Нараяна, Мелкоте
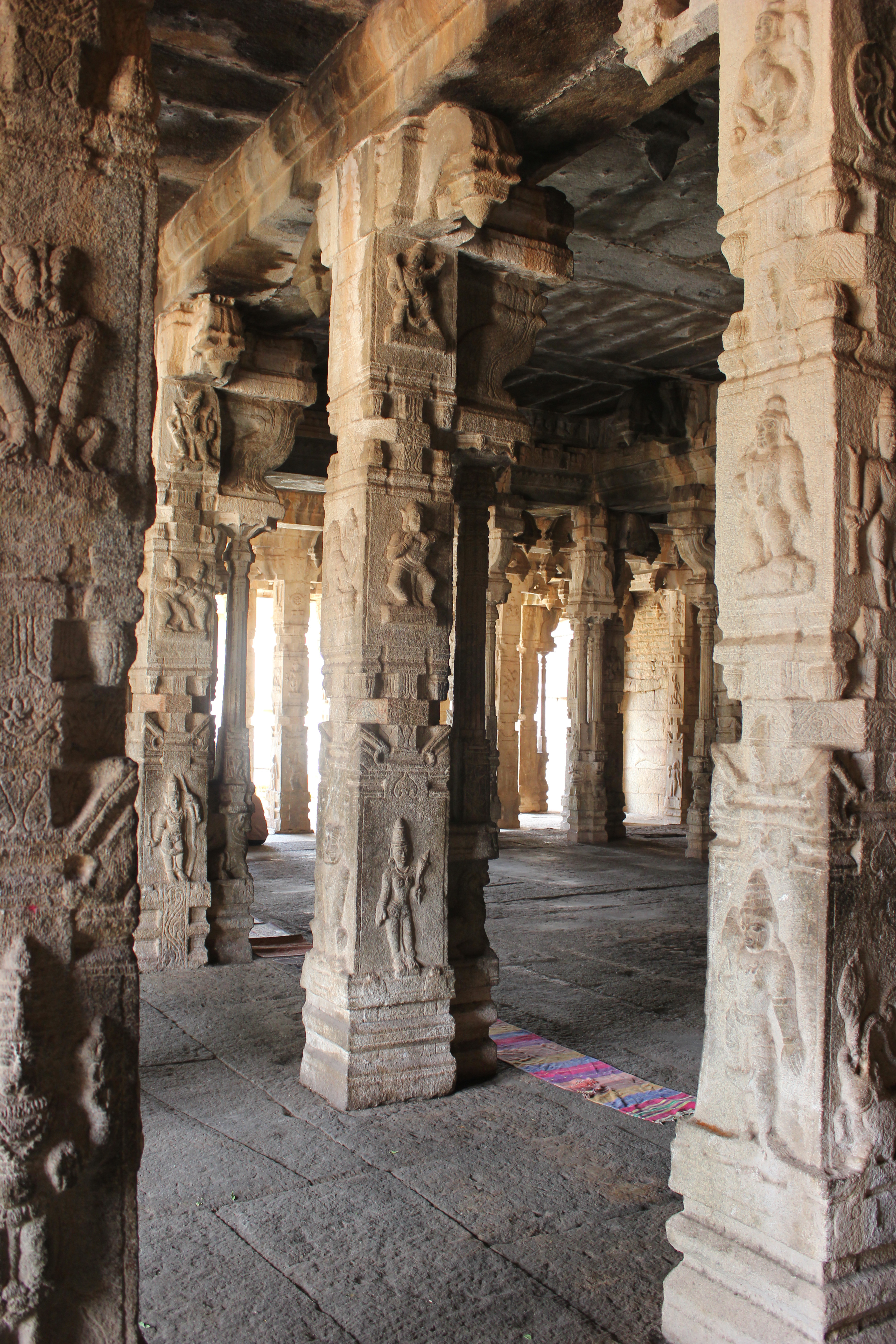
Стовповий зал в храмі Рагхунатха, Хампі
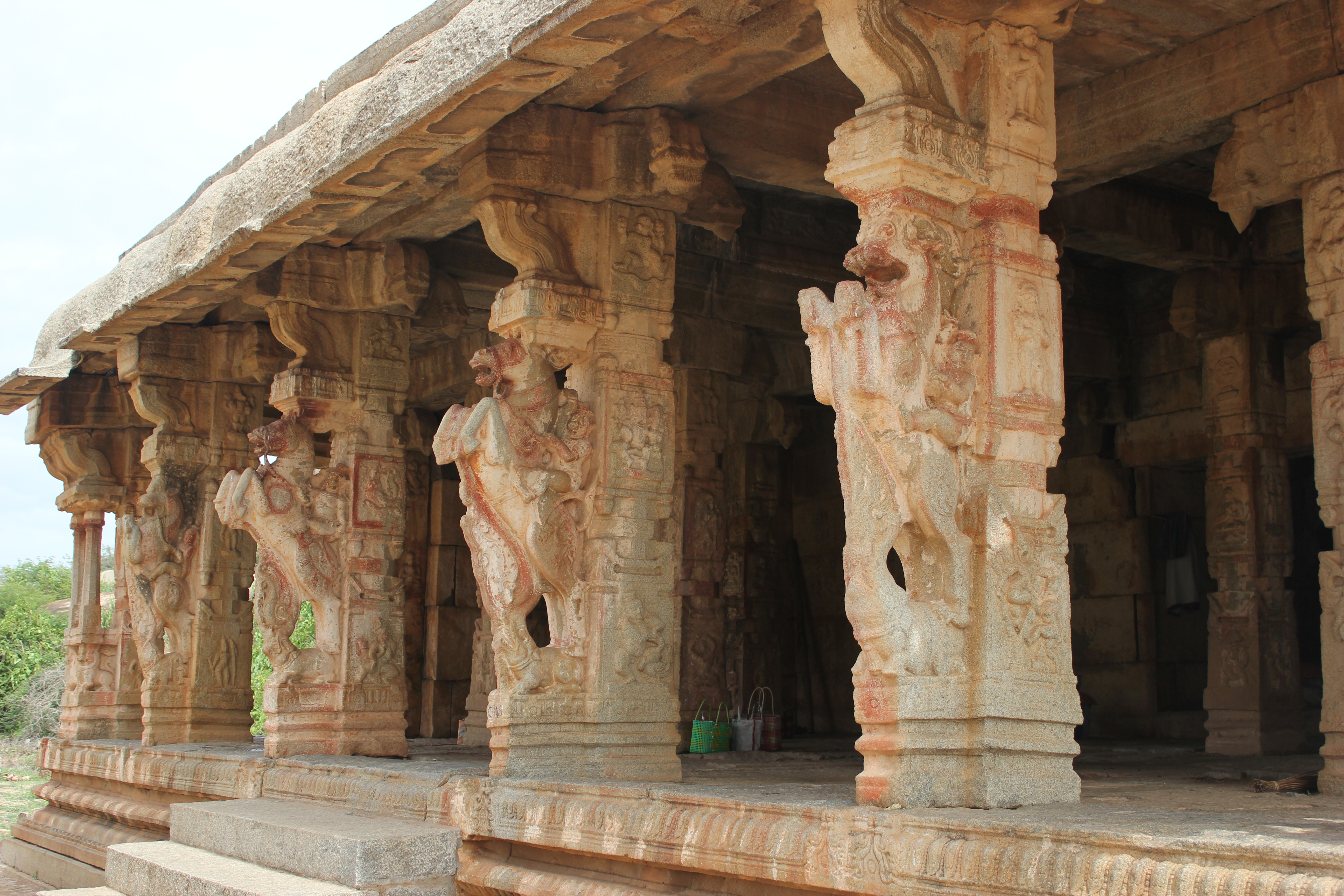
Мантапа Кудуре Гомбе (кінська лялька) в Хампі
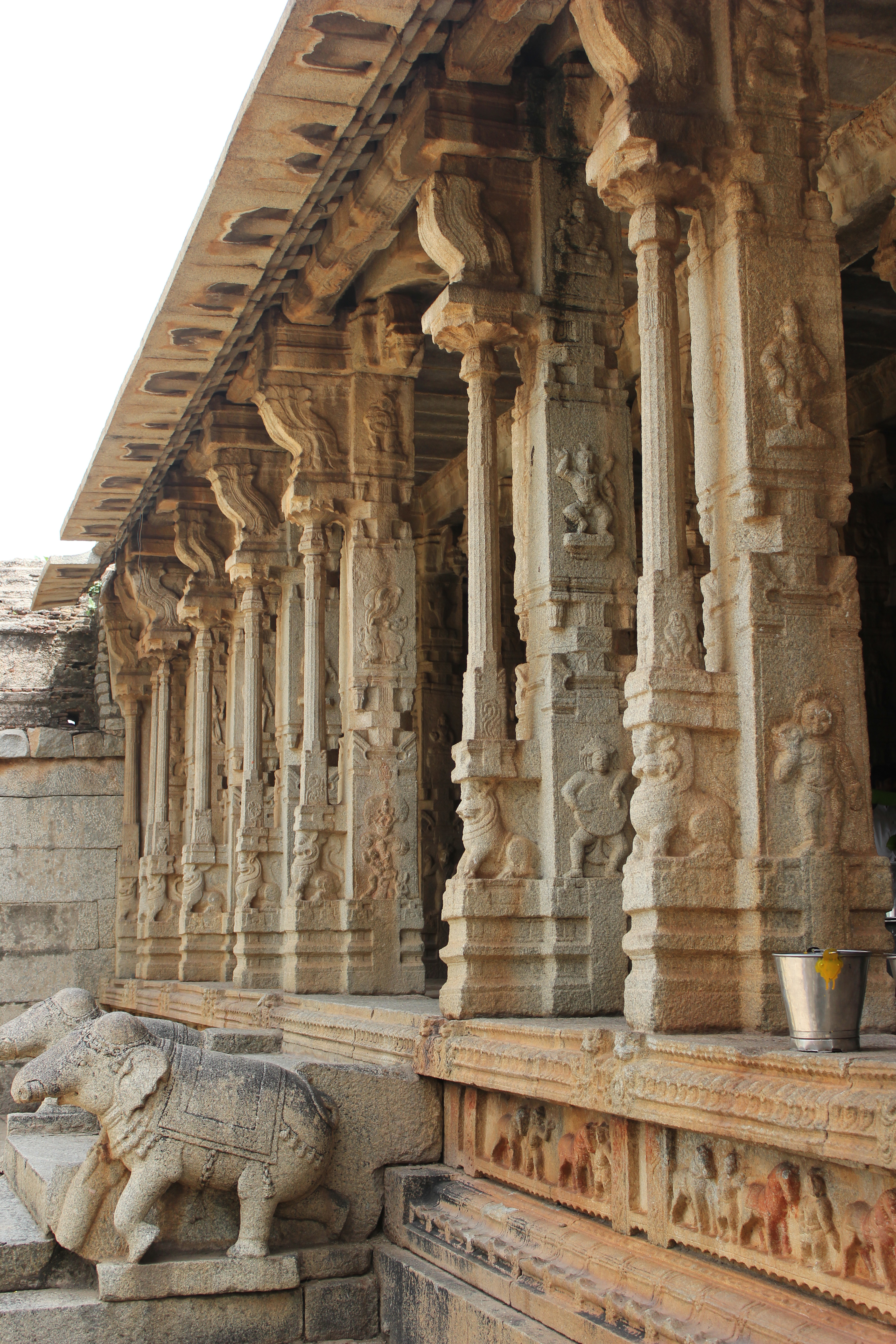
Слоняча балюстрада, що веде до відкритого мантапи в храмі Рагхунатха в Хампі
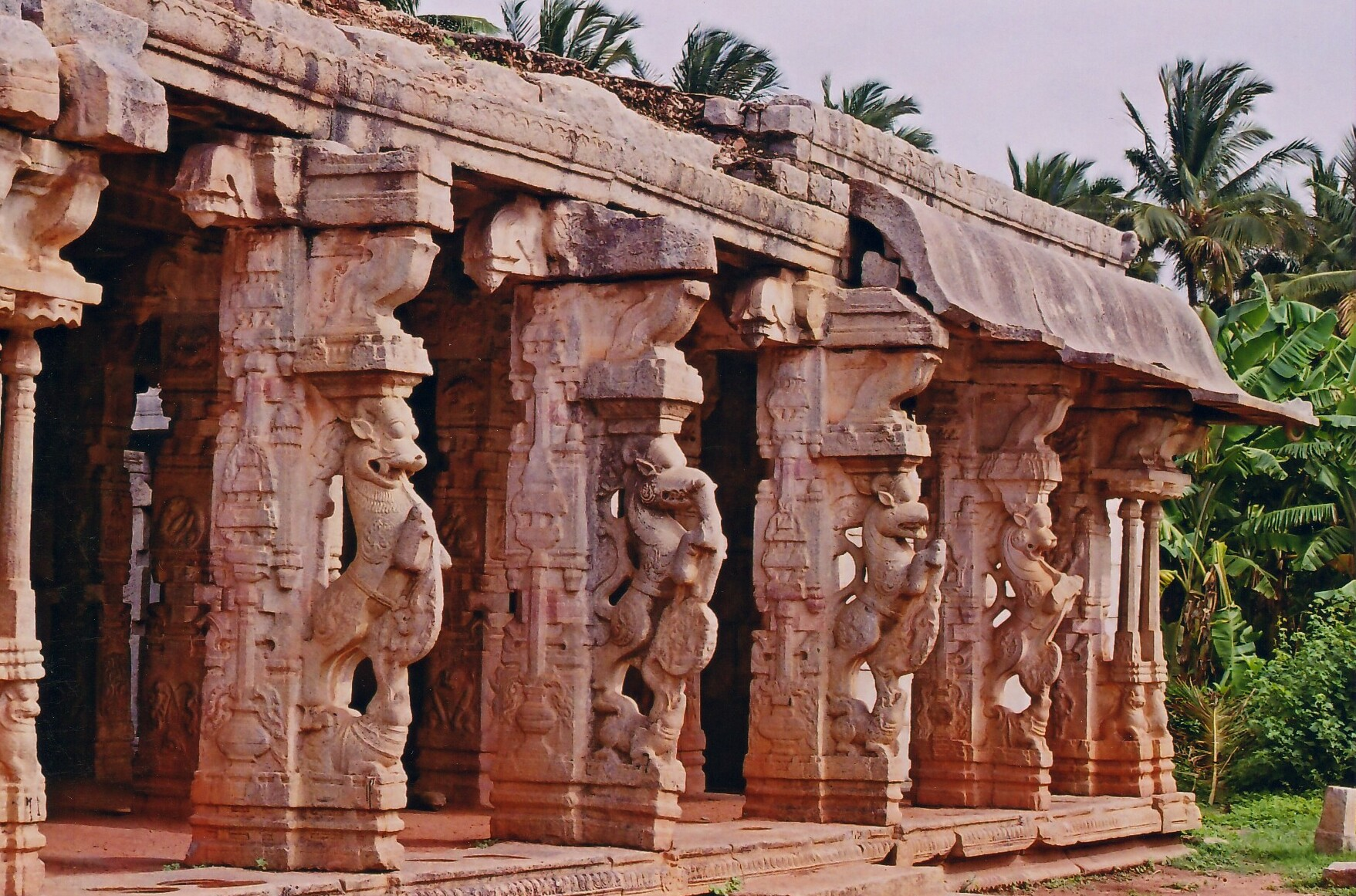
Стовпи ялі з гіппогрифами в Хампі
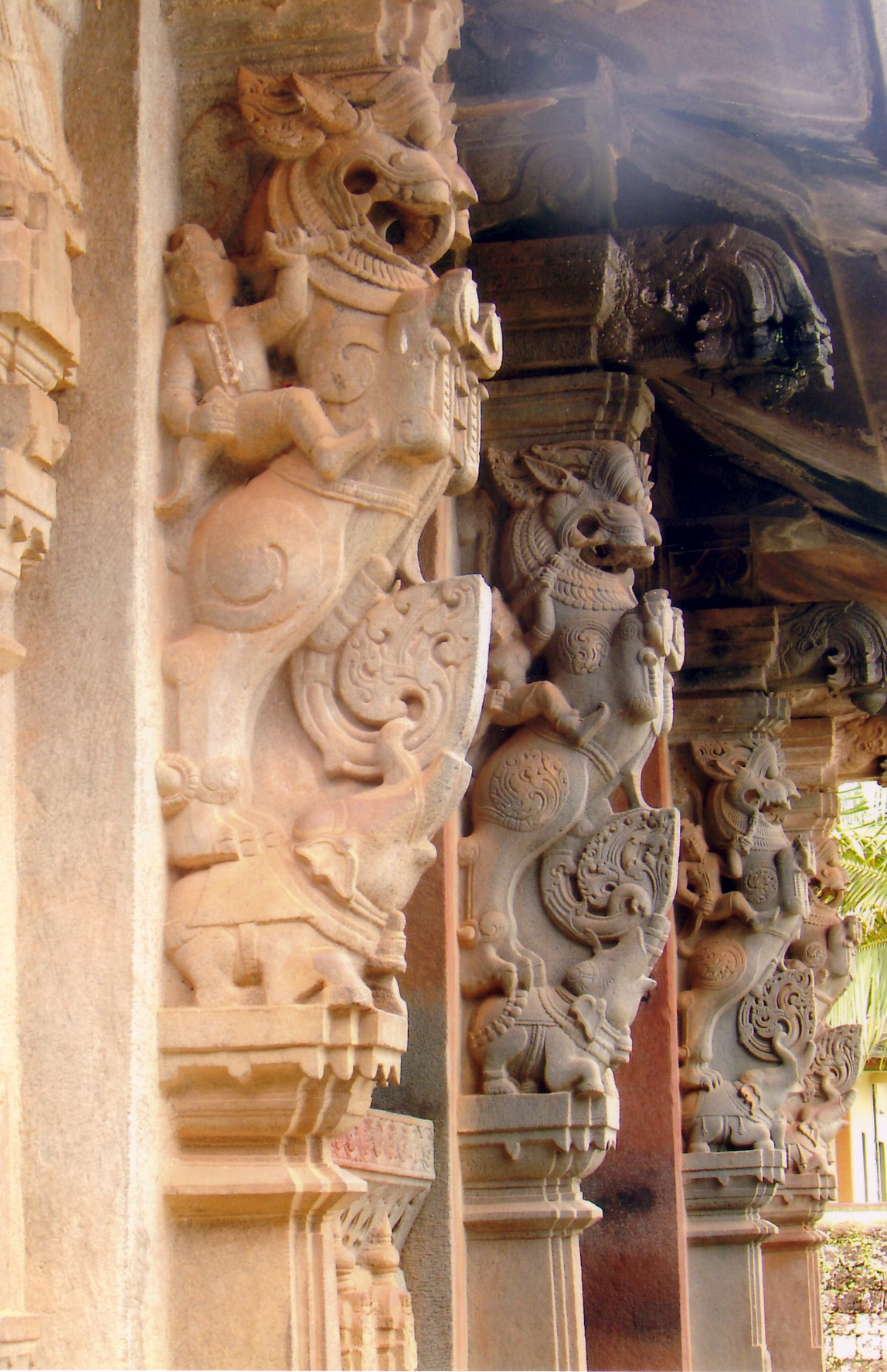
Стовпи ялі в храмі Аґхорешвара в Іккері, Шімоґа
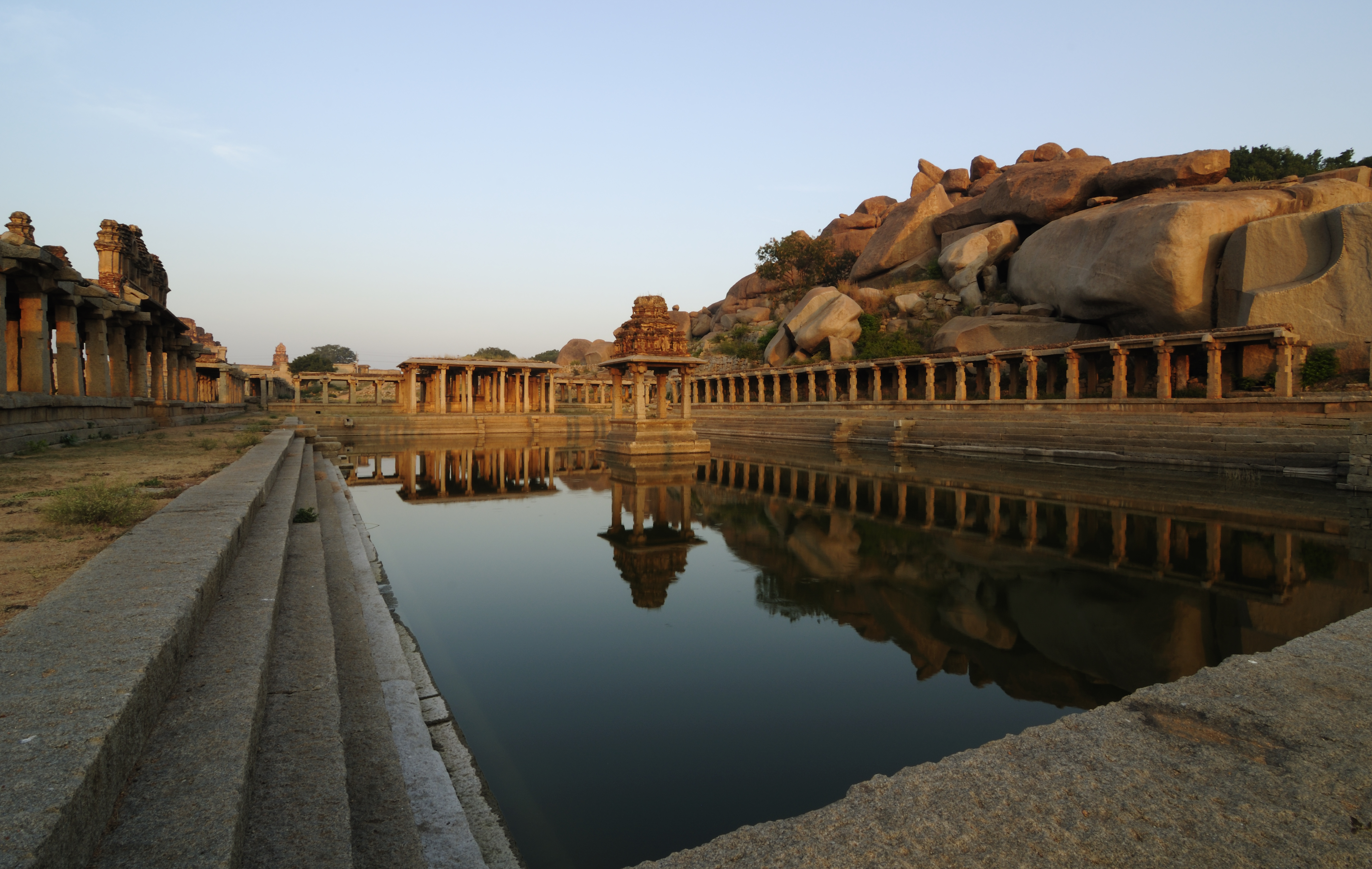
Торгове місце в Хампі і святе озеро, розташоване біля храму Крішни
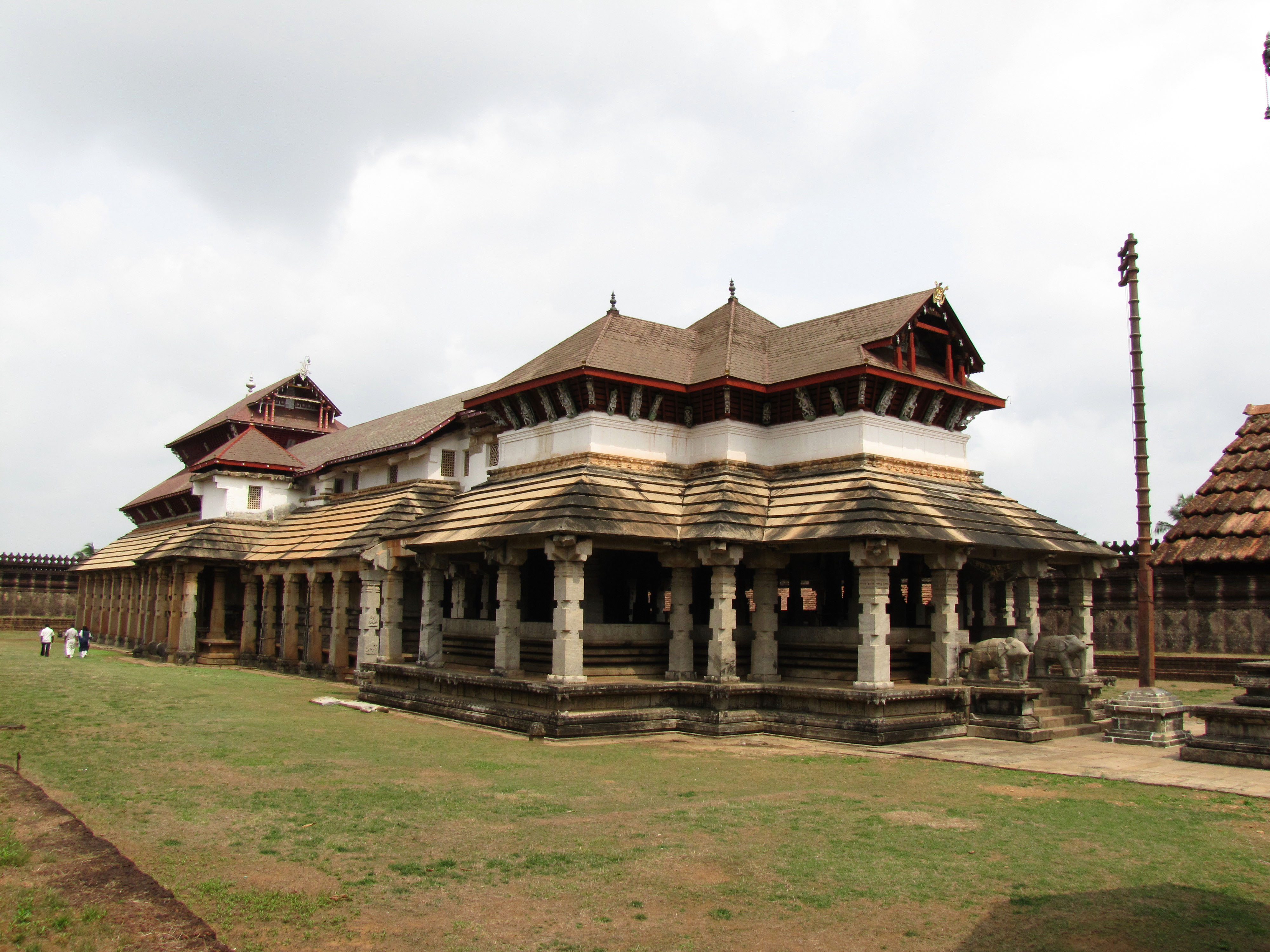
Саавіра Камбада Басаді має 1000 стовпів з витонченими деталями, які підтримують храм, і жоден з них не схожий на інший.

## Термінологія
- Мантапа — колонний зал
- Махамантапа — відкритий зал із колонами
- Рангамантапа — закритий колонний зал
- Кальянамантапа — зал, призначений для святкувань та особливих випадків
- Гарбхагріха — святилище, де поміщений ідол Бога
- Наваранга або Антрала — прохід, який з'єднує різні Святилища
- Шуканасі — передпокій